# NEOGEO HEROES 〜Ultimate Shooting〜
『NEOGEO HEROES 〜Ultimate Shooting〜』（ネオジオヒーローズ アルティメット シューティング）は、MOSSが開発しSNKプレイモア（後のSNK）より2010年7月29日に発売されたPlayStation Portable用ゲームソフト。

## 概要
『KOF SKY STAGE』のコンセプトを継承した縦スクロール型シューティングゲーム。『KOF』シリーズ以外のSNK作品から自機となるプレイヤーキャラクターを複数追加している。
前作となる『SKY STAGE』も収録されているが、画面の小さな携帯機向けに見やすいように自機にエフェクトの追加、弾のグラフィックの変更、弾速低下などの変更が施されている。
また、『SKY STAGE』がアーケードの縦スクロールシューティングとして作成されたため、その仕様を引き継いだ本作ではPlayStation Portableの縦持ちに対応している。
ステージ数は15だが、ステージクリアごとに分岐するため、1回のプレイでのステージ数は5でとなり2周目は存在せず、ルートごとに異なる最終ボスとエンディングが用意されている。

## ストーリー
歴史上最強の英雄は誰なのか、ブラウン博士はその疑問の答えを出すべく自らが開発したタイムマシンで英雄を集め世界英雄超武会を開催するが、タイムマシンと英雄の力を利用しようとする悪の組織「ダムド」が大会に乱入する。「ダムド」は結果的に自滅したため大会は回数を重ねる事となったが、4度目の大会にて「ダムド」が完全に壊滅しておらず残党が活動している事を知った博士はタイムマシンの悪用を恐れタイムマシンを封印し大会は終結を迎える。
それから15年の月日が流れ、封印されていたタイムマシンを「ダムド」の残党が奪取し過去の世界で「ダムド」はタイムマシンを手に入れる事となった。過去から未来にかけて世界を改変し時空の狭間にて、かつて「ダムド」が開発した液体金属の人造人間「ギガス」の最新型「ジオギガス」を製造、そのあり余るパワーで世界の法則さえも捻じ曲げてしまった。
ブラウン博士は正義の英雄を集め協力を依頼すると、集められた10人の英雄は様々な時代に飛び散った『悪』を打ち倒す為に出撃する。最終目的はジオギガスを破壊し世界を元に戻すことである。
英雄たちは並行世界の自分自身やその時空に存在する英雄とも戦いながら和解し世界に平和を取り戻していくと、巨大な液体金属人間が姿を現す。英雄たちの最終攻撃目標であり「うちゅう最強」を自称する「ジオギガス」は、かつての「ギガス」と異なり変身に遺伝子を必要としないためその変身は生物にとどまらず戦闘機への変形も可能としていた。だが「知性」を嫌うジオギガスはその低い知性ゆえに英雄に敗れ「ダムド」の野望は潰え、世界は平和を取り戻した。

## 登場キャラクター

### KOF SKY STAGEから続投のプレイヤーキャラクター
草薙京（くさなぎ きょう）
声 - 野中政宏
八神庵（やがみ いおり）
声 - 安井邦彦
テリー・ボガード
声 - 橋本さとし
不知火舞（しらぬい まい）
声 - 小清水亜美
麻宮アテナ（あさみや あてな）
声 - 池澤春菜
クーラ・ダイアモンド
声 - かかずゆみ

### 新規のプレイヤーキャラクター
SYDIII搭乗員（しどすりーとうじょういん）
声 - 豊口めぐみ
本作のオリジナルキャラクター。「謎の少女」「UNI-008」「SYDIIIのパイロット」など媒体により表記に揺れがみられる。ASO過去2作に登場した戦闘機SYD、そのシリーズの架空の続編に登場する後継機SYDIIIのパイロット。自身をSYDIIIの一部とみなしており感情は無いわけではないが希薄であり、人間としての名前はかつては存在していたようだが本人の記憶にもなく識別コードであるUNI-008を対外的には使用している。本作においては名前が無いと呼びにくいという事でブラウン博士に識別コードよりユーニ・エイトと名付けられ本人もその名を受け入れている。
本作唯一の生身ではなく兵器に搭乗して戦うキャラクターであり、SYDIIIはASOシリーズとは異なり4種のアーマーをある程度自在に使い分ける事が可能となっている。
キャラクターデザインはSNKにてサムライスピリッツシリーズなどのイラストを担当した北千里が担当している。
一条あかり（いちじょう あかり）
声 - おみむらまゆこ
月華の剣士より参戦のキャラクター。時系列としては二幕後。突然現れたブラウン博士を妖怪と勘違いし式神をけしかけてしまうが、事情を聞き「ぎがす」退治を快く引き受ける。
キャラクターデザインは原作月華の剣士イラスト担当の『TONKO』が担当している。
いろは
声 - 新堂真弓
サムライスピリッツのより参戦のキャラクター。歴史改変により、いろはの記憶には存在している「旦那様」と出会う事が無い世界となってしまったため、その元凶たる「痔汚疑我須」を倒すために出撃する。ジオギガスのあり余るパワーの影響を強く受けているため、人間の姿のままでも浮遊する事が可能となっているが、ジオギガスの力に強く影響を受けていること、存在しない記憶を有している理由は不明となっている。
キャラクターデザインはクイーンズゲイトにて『恩を返すもの いろは』を描いた『唯々月たすく』が担当している。
マルコ・ロッシ
声 - 三宅健太
メタルスラッグより参戦のキャラクター。時系列上どの作品後からの参戦かは不明。自力で浮遊する他のプレイヤーキャラクターと異なりジェットパックで浮遊している他、ボム使用時のみメタルスラッグに搭乗する。
キャラクターデザインは原作メタルスラッグのデザイン、グラフィッカーの『AKIO』が担当している。

## ボスキャラクター
全てのプレイヤーキャラクターはボスキャラクターとしても登場するため、ここではボスキャラとしての登場のみのキャラクターを記述する。
KUSANAGI
声 - 野中政宏
ツキノヨルオロチノチニクルフイオリ
声 - 安井邦彦
シェルミー
声 - 西川葉月
ルガール・バーンシュタイン／Ωルガール
声 - 新居利光
ダムドの作り出した新しい世界で新たな力を手に入れオメガにならなくとも強大な力を持ったと豪語する。特に新技は存在しないが浮遊能力の他にジェノサイドカッターから波動を飛ばす事も出来る。
オメガ・ルガールは本作ではΩルガール表記。本人は登場せずジオギガスの変身形態の1つとして登場する。
七枷社
声 - 粟根まこと
本人は登場せずジオギガスの変身形態の1つとして登場する。
ゲーニッツ
声 - 島よしのり
本人は登場せずジオギガスの変身形態の1つとしての登場だが、ジオギガスの変身能力の高さからかゲーニッツ本人の意識が再現され、ゲーニッツの意識がジオギガスの身体を乗っ取った形となり極めてゲーニッツ本人に近い状態となっている。
クリス
声 - 緒方りお
オロチ
声 - 緒方りお
本人は登場せずジオギガスの変身形態の1つとしての登場だが、ゲーニッツ同様にジオギガスの意識を乗っ取り『オロチの長』本人に近い状態となっている。形態はクリスを素体としたオロチの姿である。
GEOギガス（じおぎがす）
本作の最終ボス。ワールドヒーローズに登場したネオ・ギガスの進化型ではなく新型として製造されている。ネオ・ギガス同様に自我を持つが「うちゅう最強」と「うちゅう」を漢字で書けない低い知性はギガス同様であり、ディオのように生みの親たる「ダムド」に反抗する事はなく、「能力吸収」を趣味とする程度に自身の能力を楽しんでいる。

## 開発
『KOF SKY STAGE』リリース後に再びシューティングゲームが企画され、『SKYSTAGE』で縁が出来たMOSSと再びタッグを組んでの開発となった。
外見上は『SKYSTAGE』からの流用のように見られるが、PSPの性能や特性に合わせた調整に難航し結果的には作り直しに近いほどの作業量となったという。
新規のキャラクターは個性の強いキャラを選んだが、原作ゲームではセリフの無い『メタルスラッグ』の主人公マルコの性格付けとセリフには苦労したと語られている。